# Антиклиналь

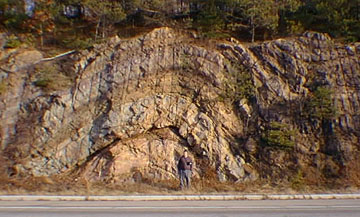
Антиклиналь с синклиналью справа

Антиклина́ль или антиклинальная складка (от др.-греч. ἀντι- — против и κλίνω — наклоняю) — форма залегания горных пород, обычно слоистых осадочных и эффузивных, в том числе метаморфизованных. Представляет собой выпуклый изгиб последовательно напластованных слоёв, в котором внутренняя часть складки, или её ядро, сложена более древними породами, а внешняя — более молодыми. Перегиб складки называется замком. При интенсивной дислокации падение крыльев и их форма очень разнообразны.

## Типы

Антиклиналь

Пo очертаниям в плане могут различаться:
- линейная антиклиналь, если длина её значительно превышает ширину.
- брахиантиклиналь, если длина несколько больше ширины.
- геологический купол, когда размеры примерно одинаковы — длина равна ширине или превышает её не более чем в 2 раза. Это антиклиналь изометрической формы с падением крыльев от центра. Мощность слоёв нередко уменьшается к центральной части структуры, a некоторые слои полностью выклиниваются, создавая непараллельность поверхностей напластования (конседиментационные купола). По сути, купол — частный случай брахиантиклинали и образуется в платформенных или близких к ним условиях — над рифовыми массивами, эрозионными выступами фундамента, лакколитами и пр. Различают вулканические, соляные и гнейсовые геологические купола.